# Aliou Sall
Pour les articles homonymes, voir Sall.
Aliou Sall, né le 12 août 1969 à Foundiougne (Sénégal), est un homme politique, un homme d'affaires, un haut fonctionnaire, un diplomate et un journaliste sénégalais, ex président de l’association des maires du Sénégal, ex maire de la ville de Guédiawaye et frère cadet du président sénégalais Macky Sall.
 (juillet 2024).
Aliou Sall a été accusé de détournement de fonds à hauteur de plusieurs milliards de franc CFA et une énorme somme d'argent volé pouvant financer des projets de grande envergure mais hélas étant le petit frére du président l'affaire est classé sans suite.Mais il demeure toujours le fondateur du slogan "Aliou Sall sunu 400.000 ".

## Biographie

### Jeunesse
Aliou Sall est né le 12 août 1969 à Foundiougne, dans le centre-ouest du Sénégal, au sein d'une famille de petits fonctionnaires du service agriculture de la ville. Après des études primaires où les professeurs notent ses capacités, mais aussi son manque d'investissement, il intègre le lycée Coumba Ndoffène, de Fatick, où il échoue en Première C et est ensuite réorienté vers la filière D. Banni du lycée Coumba Ndoffène, il passe finalement son baccalauréat au lycée Valdiodio Ndiaye de Kaolack, où il rencontre Abdoulaye Vilane qui devient son meilleur ami, en dépit de divergences politiques.
Passionné de géographie, Aliou Sall cherche ensuite à entrer au cursus de géographie appliquée de l'université Gaston-Berger à Saint-Louis mais n'obtient pas satisfaction. Il se retrouve, dès lors, à l’université de Dakar et abandonne le cursus en 1994, s'étant découvert une nouvelle passion : le journalisme. Il intègre alors, en 1994, le Centre d'études et techniques de l’information (Cesti).

### Journaliste engagé
Il devient ensuite un journaliste engagé. Il travaille d'abord pour le mouvement And-Jëf, puis intègre la rédaction de Info 7, un média engagé auprès d'Abdou Diouf, où il est d'abord simple journaliste, puis chef du service politique. Après un papier dans lequel il analyse les risques de défaite d'Abdou Diouf aux élections municipales, il est cependant rétrogradé au rang de grand reporter. Il quitte Info 7 peu avant 2000.
Il rebondit, en 2000, en tant que rédacteur en chef de Sopi ak Alternance, le journal au service d'Abdoulaye Wade lors de l’élection présidentielle de 2000. C'est lui qui, notamment, est aux manettes de la "marche bleue" qui portera Wade au pouvoir. L'accession de son champion à la présidence lui ouvre les portes des postes de pouvoir et il quitte le monde du journalisme.

### Haut fonctionnaire et diplomate sous Abdoulaye Wade
Après l’élection d'Abdoulaye Wade, Aliou Sall occupe un certain nombre de postes dans la sphère étatique, tandis que son frère aîné, Macky Sall, devient Premier ministre. Il reprend ensuite des études, pour se familiariser avec ses nouvelles activités, et intègre alors l'École nationale d'administration (ENA), à Paris, en France. Il est ensuite nommé, en 2006, conseiller technique à l’ambassade du Sénégal en Chine, chargé du bureau des affaires économiques.
En 2008, son frère, Macky Sall, tombe en disgrâce et devient l'un des principaux opposants à Abdoulaye Wade. Néanmoins, Aliou Sall reste à son poste jusqu'au bout, notamment parce que l’ambassadeur, le général Pape Khalilou, souhaite le garder et pose alors sa démission dans la balance.

### Homme d'affaires
Il profite des réseaux qu'il a créés au bureau des affaires économiques de l’ambassade du Sénégal en Chine pour mettre un pied dans l'univers des affaires et de l’entreprise. En 2010, alors qu'il assiste à un cocktail à Pékin, l'architecte sénégalais Goudiaby Atepa lui présente l'homme d'affaires australo-roumain Frank Timis, spécialisé dans l'exploitation minière et pétrolière en Afrique de l'Ouest, et notamment au Sénégal. Ce dernier présente à Aliou Sall Wong Joon Kwang, un homme d'affaires chinois qui souhaite investir dans ces activités. Il crée la société Petro-Tim Limited et nomme, en juillet 2012, Aliou Sall, pour gérer la filiale sénégalaise. Celle-ci obtient notamment la concession de deux blocs offshore, une opération validée par le Président Abdoulaye Wade et son ministre de l’Économie, Karim Wade, en janvier 2012.
Entre-temps, Aliou Sall est rentré au Sénégal en novembre 2011, notamment pour participer à la campagne présidentielle de son frère, en 2012. Macky Sall est d'ailleurs élu président, et l'un des premiers dossiers qu'il trouve concerne donc Petro-Tim Limited. Le nouveau président confirme alors les opérations déjà validées par son prédécesseur.
En 2012, Aliou Sall devient également copropriétaire de l’entreprise d'aviation Sahel Aviation.

### Homme politique
En 2014, Aliou Sall décide, à la surprise générale, d'entrer en politique, malgré l'opposition de son grand frère de président, qui craint des accusations de népotisme. Il se présente aux élections municipales et remporte, en juillet 2014, la municipalité de la ville de Guédiawaye. Dans la foulée, il décide de convoiter la présidence de l’Association des maires du Sénégal, suscitant à nouveau l'ire de Macky Sall. Ce dernier envisage de présenter un candidat contre son frère, mais en est dissuadé par ses conseillers, notamment parce que Aliou, qui fait rigoureusement campagne depuis des mois, semble assuré de la victoire. Après un an et demi de mandat à la tête de Guédiawaye, son bilan apparaît en demi-teinte, ses opposants lui reprochant l'absence de réalisations d'envergure et de projets significatifs.
Le 11 septembre 2017, Aliou Sall est nommé directeur de la Caisse des dépôts et consignations du Sénégal. À la suite de cette nomination, il démissionne de sa fonction de président de l’Association des maires du Sénégal.

## Affaires
La gérance de la filiale sénégalaise de Petro-Tim Limited par Aliou Sall a été critiquée, en octobre 2014, par Abdoulaye Wade, qui a accusé la fratrie Sall de se partager de manière occulte les fruits de la rente pétrolière. En décembre 2014, une association citoyenne, l'Alliance Sauvons le Sénégal, porte plainte, auprès de l'Office national de lutte contre la fraude et la corruption (Ofnac), contre Aliou Sall sur le dossier Petro-Tim Limited. Le président du parti d'opposition Pastef, Ousmane Sonko, estime que Macky Sall s'est rendu coupable de « délit d'initié » en validant l'exploitation pétrolifère par la société de son frère, et estime qu'il y a une réelle opacité générée par des sociétés-écran.
Abdoulaye Wade a également accusé Aliou Sall de ne pas être seulement gérant, mais bien actionnaire, à 30 %, de la filiale sénégalaise de la société Petro-Tim, argument qu'il utilise pour appuyer ses accusations de détournement de la rente pétrolière. L'allégation divise la presse, fin septembre 2016 : si l'hebdomadaire Jeune Afrique affirme qu'aucun des documents que le journal a consultés ne démontre une telle participation, le site d'informations SeneNews affirme, pour sa part, que Aliou Sall est bel et bien actionnaire de Pétro-Tim Sénégal, et ce depuis juillet 2012.
Le 14 octobre 2016, Aliou Sall annonce sa démission de son poste de dirigeant de la filiale sénégalaise de la société Petro-Tim, et Jeune Afrique publie, le lendemain, des propos qui lui sont attribués, et par lesquels il explique les raisons de sa démission.
Le 11 septembre 2017, il est nommé directeur général de la Caisse des Dépôts et Consignations, ce qui soulève un tollé de l'opposition car le Président Macky Sall avait promis de ne pas mêler sa famille à la gestion de l’État.
Le 2 juin 2019, un reportage de la chaîne de télévision britannique BBC affirme, échanges de mails et documents confidentiels à l'appui, qu'Aliou Sall aurait touché des pots-de-vin à l’occasion de l’attribution de concessions pétrolières et gazières dans les eaux sénégalaises. La BBC accuse également la compagnie pétrolière British Petroleum (BP) d’avoir accepté de verser 10 milliards de dollars de royalties à l’homme d’affaires roumano-australien Frank Timis, via la société Petro-Tim Sénégal. L'affaire est relayée par la presse internationale, et l'opposition réclame une enquête. Aliou Sall nie les accusations.